# Staurophora (bướm đêm)
Staurophora là một chi bướm đêm thuộc họ Noctuidae.

## Loài
- Staurophora celsia (Linnaeus, 1758)